# الشرف (المخادر)

تعديل مصدري - تعديل

الشرف  إحدى حارات مدينة المخادر بمحافظة إب، بلغ تعداد سكانها 196 نسمة حسب تعداد اليمن لعام 2004.